# دوار أولاد الشلحة (الطوابعة)
دوار أولاد الشلحة هو دُوَّار يقع بجماعة أولاد عياد، إقليم تاونات، جهة فاس مكناس في المملكة المغربية. ينتمي الدوّار لمشيخة الطوابعة التي تضم 7 دواوير. يقدر عدد سكانه بـ 262 نسمة حسب الإحصاء الرسمي للسكان والسكنى لسنة 2004.

## روابط خارجية
- البوابة الوطنية للجماعات الترابية نسخة محفوظة 12 مارس 2018 على موقع واي باك مشين.
- المندوبية السامية للتخطيط